# 海興県
海興県（かいこう-けん）は中華人民共和国河北省滄州市に位置する県。

## 歴史
1965年、塩山県・黄驊県及び山東省無棣県の一部に新設される。当初の県治は小山郷に設置されたが、1970年に蘇墓鎮に移転し現在に至る。

## 行政区画
- 鎮:蘇基鎮、辛集鎮、高湾鎮、趙毛陶鎮
- 郷:香坊郷、小山郷、張会亭郷